# George Roux

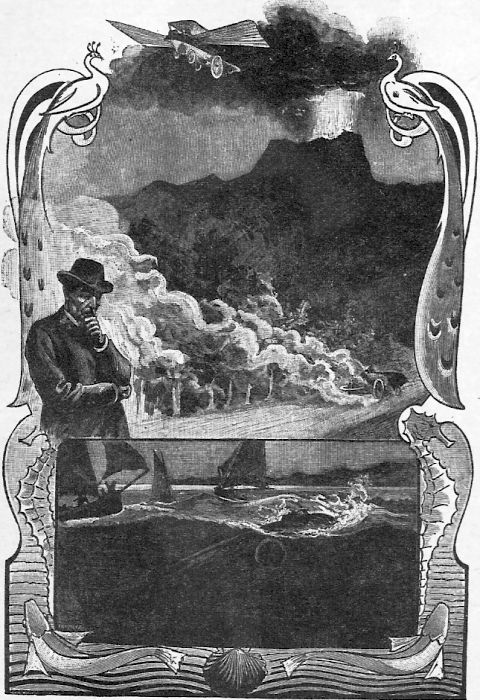
La copertina del libro Il Signore del Mondo di Jules Verne, con un'illustrazione di George Roux.

George Roux (Ganges, 5 gennaio 1853 – Versailles, 29 gennaio 1929) è stato un artista e illustratore francese.

## Biografia
George Roux divenne noto presso il grande pubblico per una serie di illustrazioni create per illustrare i popolari romanzi di fantascienza di Jules Verne e che apparvero alla serie di volumi Voyages extraordinaires. Infatti, dopo Léon Benett, Roux fu il secondo illustratore più attivo delle storie di Verne, creando le immagini per ben 22 dei suoi libri, le cui edizioni originali furono pubblicate da Pierre-Jules Hetzel (1814–1886) e inoltre, dopo la sua morte, da suo figlio Louis-Jules Hetzel. Il primo di questi libri fu L'Épave du Cynthia (1885) e l'ultimo, L'Étonnante aventure de la mission Barsac (1919).

## Galleria d'immagini

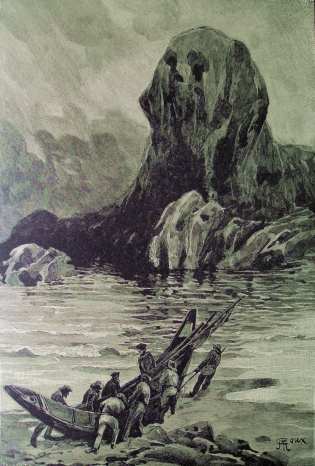
La sfinge dei ghiacci
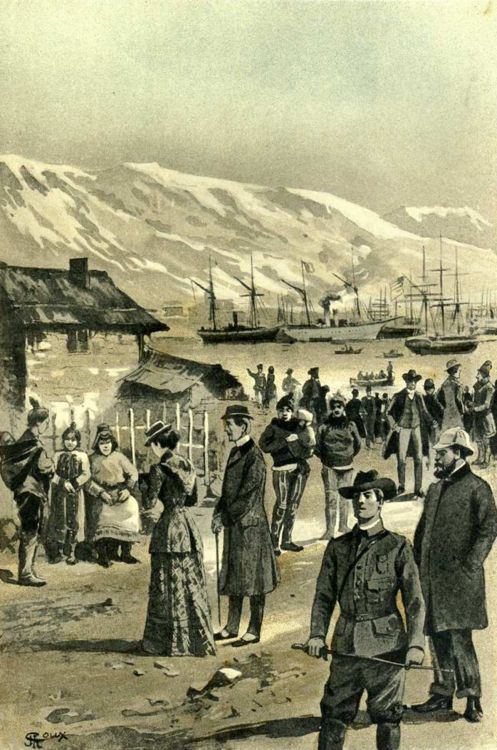
Caccia alla meteora
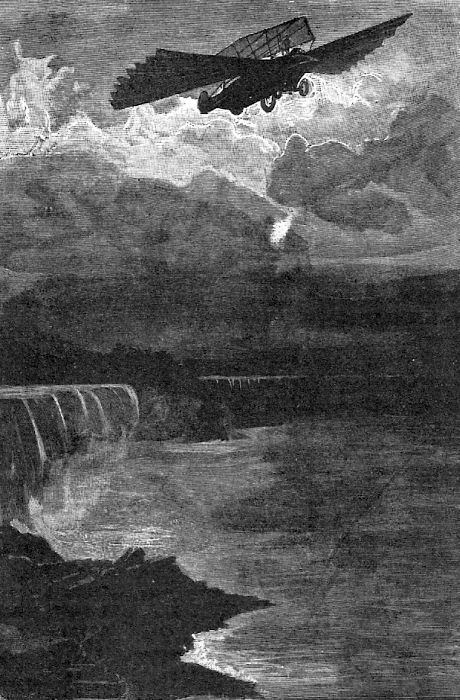
Padrone del mondo